# Luis Antonio Chivas
Luis Antonio Chivas fue un personaje histórico que hizo parte del patrimonio cultural bogotano. Más conocido como el Loco Chivas, nació en Quibdó, la capital del Chocó, Colombia y fue uno de los cuatro locos de la década de los cuarenta que deambularon por las calles de Bogotá.
Con la ayuda de sus padres el Loco Chivas viajó a la ciudad de Bogotá en 1929 para estudiar Derecho en la Universidad Libre (Colombia), vivía en una habitación en el centro de Bogotá y solo contaba con 4 vestidos de paño para asistir a sus clases universitarias.

## Historia y Razón de Locura
Fueron dos razones las causantes de su locura, la primera fue recibir por medio de una carta la noticia de que sus padres habían fallecido en un accidente y el no poder viajar a enterrarlos por su situación de pobreza, y la segunda enterarse de que la mujer que había dejado en promesa de matrimonio en su ciudad de origen, se había escapado con un chófer de piel blanca a quien apodaban como “as de oros”.
Sin sus padres y sin el apoyo económico para su manutención el loco Chivas se retiró de la universidad, empeñó sus vestidos y libros y desde ese momento, empezó a desentenderse del mundo real, a deambular por las calles del centro de Bogotá y a vivir de la limosna que todos los días las personas que transitaban por la plaza de bolívar le dejaban en un vaso puesto a sus pies, mientras el miraba fijamente horas enteras al sol; murmurando palabras de desafío, puesto que relacionó el sol con el «as de oros» quien se había volado con su prometida.
Con el paso del tiempo su piel se empezó a quemar por el sol, su globo ocular se le tornó de color rojo y sus pupilas se empezaron a hinchar; solo le quedaba un pantalón, unos zapatos viejos, una gorra visera y una gabardina que jamás se volvió a quitar, regalada por el político de turno Diego Luis Córdoba.
Un día se le acercó una señora quien le advirtió que si continuaba mirando el sol de esa forma podría quedar ciego, era Margarita Villaquirá más conocida como “la loca Margarita” otro personaje que hace parte de los cuatro locos de la ciudad de Bogotá, quien se convirtió en su amiga y con quien se encontraba todos los días en horas de la tarde, hasta la muerte de Margarita, en la misma esquina donde hoy es la Biblioteca Luis Ángel Arango y luego visitaban los cafés y bares del sector para discutir de política con varias personas que se acercaban a ellos.

## Últimos Homenajes
Con el fin de dar a conocer a las nuevas generaciones las historias del patrimonio cultural bogotano, las cuales empiezan a desaparecer con la muerte de los antecesores, el periodista bogotano Manuel González Guzmán ha llevado a cabo un proyecto de investigación desde el 2007 llamado "Locotá - Años 40" que enmarca “locos itinerantes” propuesta ganadora de la convocatoria del patrimonio ciudad imaginada, de la secretaria de cultura, recreación y deporte y también ganadora de una convocatoria con la secretaria de educación distrital.
En este año, 2015, le han hecho un homenaje físico a los personajes antiguos de Bogotá creando un sitio llamado "Café de los Locos", allí pueden encontrar la escultura que está en la fotografía de esta página de "El Negro Chivas" y además las de "La Loca Margarita", "El Bobo del Tranvía" y "Pomponio", el café está ubicado en el icónico y restaurado edificio del antiguo Hotel Continental en la Av. Jiménez con 4ta. corazón del centro histórico de Bogotá, Colombia.